# Le Perrey
Le Perrey es una comuna nueva francesa situada en el departamento de Eure, de la región de Normandía.

## Historia
Fue creada el 1 de enero de 2019, en aplicación de una resolución del prefecto de Eure de 21 de diciembre de 2018 con la unión de las comunas de Fourmetot, Saint-Ouen-des-Champs y Saint-Thurien, pasando a estar el ayuntamiento en la antigua comuna de Fourmetot.

## Demografía
Según los datos aportados en la resolución del prefecto de Eure, la comuna se crea con 1248 habitantes.

## Composición
| Comuna fusionada      | Código INSEE | Población (2016) | Superficie (km²) | Densidad (hab./km²) |
| --------------------- | ------------ | ---------------- | ---------------- | ------------------- |
| Fourmetot             | 27263        | 685              | 10.02            | 68                  |
| Saint-Ouen-des-Champs | 27581        | 314              | 6.11             | 51                  |
| Saint-Thurien         | 27607        | 236              | 5.27             | 45                  |